# Hưng Sơn, Hạc Cương
Hưng Sơn (tiếng Trung:兴山区, Hán Việt: Hưng Sơn khu) là một quận của địa cấp thị Hạc Cương, tỉnh Hắc Long Giang, Cộng hòa Nhân dân Trung Hoa. Quận này có diện tích 26 km2, dân số 50.000 người, mã số bưu chính 154105. Về mặt hành chính, quận Hưng Sơn được chia thành các đơn vị gồm 4 nhai đạo (Cấu Nam, Cấu Bắc, Lĩnh Nam, Lĩnh Bắc) và 49 ủy ban dân cư. Hưng Sơn nằm về phía bắc của Hạc Cương.